# Guy Mairesse

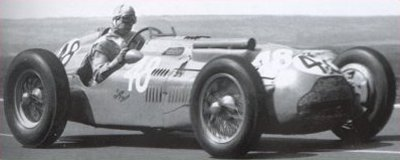
Mairesse tijdens de Grand Prix van Frankrijk, 1951

Guy Mairesse (La Capelle, 10 augustus 1910 – Montlhéry, 24 april 1954) was een Formule 1-coureur uit Frankrijk. Hij nam in 1950 en 1951 deel aan 3 Grands Prix voor het team Lago-Talbot, maar scoorde hierin geen punten. Hij verongelukte in de training voor de Coupe de Paris op het Autodrome de Linas-Montlhéry toen hij een andere auto wilde ontwijken.